# Floriano Peixoto (ator)
Floriano Peixoto Cordeiro de Farias (Rio de Janeiro, 10 de dezembro de 1959) é um jornalista e ator.

## Carreira
É formado em jornalismo pela Faculdades Integradas Hélio Alonso, do Rio de Janeiro. Começou a carreira como repórter no Jornal do Brasil em 1979. Nesta época realizou um curso de teatro com o diretor Luís Antônio Martinez Corrêa. Em 1992, aos 33 anos, desistiu da carreira de jornalista para se tornar ator profissional, fundando a Companhia de Teatro Encenação Teatral com o diretor Moacyr Góes.

## Vida pessoal
Entre 1997 e 1999 namorou a atriz Vera Fischer. Em 1999 começou a namorar a atriz Christine Fernandes, com quem se casou em 2000 e teve um filho, Pedro, nascido em 2 de julho de 2003. Os dois se separaram no início de 2018.

## Filmografia

### Televisão
| Ano     | Título                        | Personagem                      | Notas                                 |
| ------- | ----------------------------- | ------------------------------- | ------------------------------------- |
| 1992    | Você Decide                   | Lucas                           | Episódio: "Pesadelo"                  |
| 1993    | Agosto                        | Capitão                         | Episódio: "24 de agosto"              |
| 1994    | Terça Nobre                   | Francisco Rodrigues             | Episódio: "Uma Mulher Vestida de Sol" |
| 1995    | Você Decide                   | William                         | Episódio: "A Barbada do Além"         |
| 1995    | Explode Coração               | Sarita Vitti                    |                                       |
| 1996    | Anjo de Mim                   | Delegado Geraldo                |                                       |
| 1997    | Por Amor                      | Dr. Cristiano                   | Episódio: "15 de outubro"             |
| 1998    | Dona Flor e Seus Dois Maridos | Otoniel                         |                                       |
| 1998    | Pecado Capital                | Ernani Cabral                   |                                       |
| 2000    | Esplendor                     | Frederico Berger                |                                       |
| 2001    | Estrela-Guia                  | Ignácio Pereira                 |                                       |
| 2002    | Sabor da Paixão               | Xavier Fernandez                |                                       |
| 2003    | Kubanacan                     | Bolívar                         | Episódios: "30–31 de outubro"         |
| 2004    | Malhação                      | Rodrigo Otávio                  | Episódios: "18–19 de agosto"          |
| 2005    | América                       | Antônio Carlos Marinari (Tony)  |                                       |
| 2005    | Carandiru, Outras Histórias   | Antonio Carlos                  | Episódio: "O Julgamento"              |
| 2006    | Cidadão Brasileiro            | Atílio Salles Jordão            |                                       |
| 2007    | Luz do Sol                    | William Villa Nova              |                                       |
| 2008    | Chamas da Vida                | Miguel Costa                    |                                       |
| 2009    | Poder Paralelo                | Rafael Cortez                   |                                       |
| 2011–12 | Rebelde                       | Diretor Jonas Araripe           |                                       |
| 2012    | Rebeldes para Sempre          | Ele mesmo                       | Especial de fim de ano                |
| 2013    | O Amor e a Morte              | Henrique                        | Especial de fim de ano                |
| 2014    | Milagres de Jesus             | Jairo                           | Episódio: "A Filha de Jairo"          |
| 2014    | Plano Alto                    | Geraldo Rebolo                  |                                       |
| 2015    | Os Dez Mandamentos            | Hur                             |                                       |
| 2017    | Belaventura                   | Conde Severo Alencastro Bourbon |                                       |
| 2019    | Topíssima                     | Paulo Roberto Mendonça          |                                       |
| 2020    | Todas as Mulheres do Mundo    | Evaristo                        | Episódio: "Dionara"                   |
| 2025    | Paulo, O Apóstolo             | Caifás                          |                                       |

### Cinema
| Ano  | Título                     | Personagem     |
| ---- | -------------------------- | -------------- |
| 1994 | Veja Esta Canção           | Lauro          |
| 1997 | A Ostra e o Vento          | Roberto        |
| 2000 | Brava Gente Brasileira     | Capitão Pedro  |
| 2002 | Madame Satã                | Gregório       |
| 2003 | Carandiru                  | Antônio Carlos |
| 2004 | Olga                       | Filinto Müller |
| 2016 | Milagres de Jesus: O Filme | Jairo          |

## Teatro
- 1994 – Peer Gynt. Peça de Henrik Ibsen, estréia no Teatro Glória (Rio de Janeiro), em abril de 1994. Produção da Prefeitura da cidade do Rio de Janeiro, Secretaria Municipal de Cultura; direção de Moacyr Góes, tendo no elenco, além de Peixoto, José Mayer, Ivone Hoffman, Patrícia França, Letícia Spiller, Marília Pêra, Paula Lavigne, Ítalo Rossi.[12]
- 1996 – A Dama do Mar.[13] Peça de Henrik Ibsen, estréia no Teatro do Píer da Praça Mauá, Rio de Janeiro, em outubro de 1996. No meio da temporada, a personagem Hilda, interpretada por Paloma Duarte, passou a ser interpretada por Renata Leão. Produção de  Christiana Guinle, direção de Ulysses Cruz, tendo no elenco, além de Peixoto, Christiana Guinle, Tereza Seiblitz, Paloma Duarte, Murilo Elno, Felipe Martins. Personagem: Arnholm.
- 2001 – Casa de Boneca,[14] de Henrik Ibsen. Estréia no Teatro Leblon, Rio de Janeiro, em outubro de 2001. Levada para o Teatro FAAP, São Paulo, em abril de 2002. Produção de Arósio, Garcia & Rangel Produtores e Associados, direção de Aderbal Freire-Filho, tendo no elenco, além de Peixoto, Ana Paula Arósio, Marcos Winter, Michel Bercovitc, Silvia Buarque. Personagem: Krogstad.

## Prêmios e indicações
| Ano  | Prêmio          | Categoria        | Indicado         | Resultado                   |
| ---- | --------------- | ---------------- | ---------------- | --------------------------- |
| 1996 | Troféu Imprensa | Revelação do Ano | Floriano Peixoto | Indicado[carece de fontes?] |